# Žralůček okatý

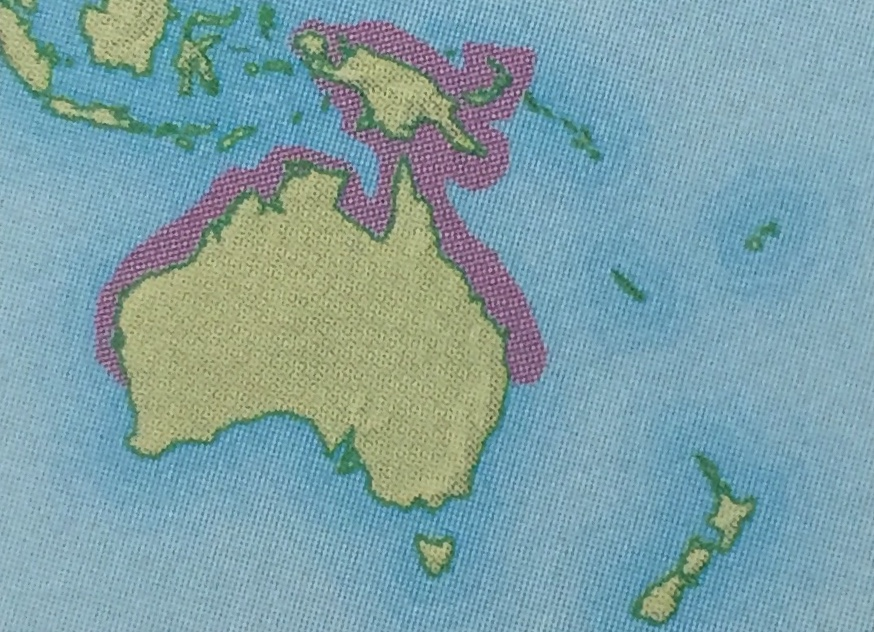
Výskyt

Žralůček okatý (Hemiscyllium ocellatum) je paryba, která patří do řádu malotlamců, kam patří například i žralok obrovský dorůstající až 18 m. Žralůček okatý se vyskytuje poblíž korálových útesů v mělké vodě a v kalužinách zaplavovaných příbojem. Žije v okolí ostrova Nová Guinea a na severu Austrálie.

## Popis
Žralůček okatý je dlouhý okolo 1 m. Snadno se pozná podle velké černé skvrny za každou prsní ploutví, malé černé skvrny má po celém těle. Skvrny mají funkci k oklamání před predátory (napodobuje „oko“ nějakého velkého zvířete). Při vlastní obraně spoléhá na své maskovací zbarvení a skrytý, utajovaný pohyb. Má robustní, svalnaté prsní a břišní ploutve, které používá při plazení po dně, kde hledá a loví svou kořist.

## Potrava
Žralůčci okatí se živí především bezobratlé živočichy, kraby, garnáty, červy a ryby, které se vyskytují v štěrbinách mezi balvany. Dokáže zabořit hlavu do substrátu a tak pozřít potravu.
Obvykle přes den odpočívají v úkrytech a dutinách bez jakéhokoliv pohybu a přes noc je aktivní.

## Rozmnožování
Žralůček okatý patří mezi vejcorodé. Páří se od července do září. Samice kladou vajíčka po párech a může snést až 50 vajíček ročně, ze kterého se potom vylíhne jedinec.

## Chov
Lidé je mohou chovat také doma ve velikých akváriích.